# (790) Претория
(790) Претория (англ. Pretoria) — крупный астероид Главного пояса, который был открыт 16 января 1912 года южно-африканским астрономом Гарри Вудом в обсерватории Йоханнесбурга и назван в честь столицы ЮАР города Претория.

Орбита астероида Претория и его положение в Солнечной системе
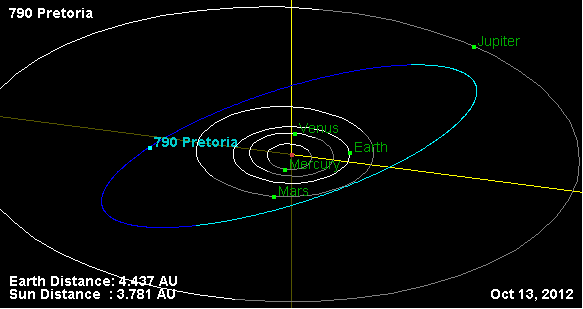
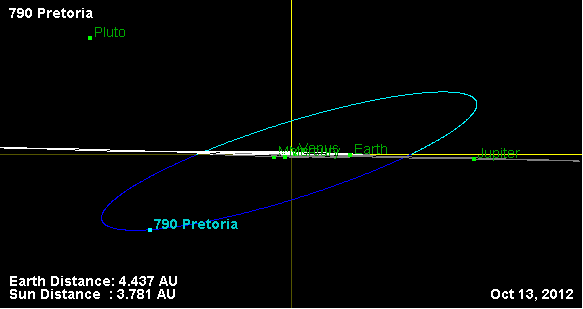